# Phintella leucaspis
Phintella leucaspis är en spindelart som först beskrevs av Simon 1903.  Phintella leucaspis ingår i släktet Phintella och familjen hoppspindlar. Inga underarter finns listade i Catalogue of Life.